# Where is the best driving road in the world?
Where is the best driving road in the world? is een uitdaging waarin het Britse autoprogramma Top Gear de beste autoweg ter wereld zoekt, een weg die alles heeft: de uitdagende bochten, de lange rechte stukken, de mooie uitzichten, weinig verkeer... De uitdaging werd in seizoen 10 aflevering 1 uitgezonden.
Jeremy Clarkson zegt dat het niet in Noord-Amerika kan zijn, niet in Zuid-Amerika omdat daar iedereen aan de drugs zit, niet in Afrika, niet in Antarctica omdat Al Gore zegt dat dat weg is, niet in Australië omdat het daar vol met spinnen zit, niet in Azië omdat iedereen daar communist is en niet in Irak omdat de Amerikanen hen dan zullen vermoorden. Richard Hammond besluit dus dat de beste weg ter wereld ergens in continentaal Europa moet zijn, specifieker in het gebied rond de Alpen.

## Monte Carlo
De drie beginnen hun zoektocht in de bergen boven Monte Carlo in Zuid-Frankrijk. Ze besluiten elk een wagen te kiezen van de nieuwe generatie van supercars, de lichtere versies. Richard Hammond rijdt met een Porsche 911 GT3 RS, Jeremy Clarkson met een Lamborghini Gallardo Superleggera en James May met een Aston Martin V8 Vantage N24.

## Col de Turini
Na een stukje autosnelweg komen ze aan de Col de Turini, nabij Monaco. De weg wordt gebruikt op een Special stage in de Rally van Monte Carlo. Clarkson en Hammond zijn zeer tevreden over hun auto's, maar May, die onder andere geen airconditioning heeft, ziet hard af.

Hot, uncomfortable, numb buttocks, crushed testicles, sweaty shirt, smelly pits. I'm now beginning to go slightly faint as a result of my dehydration. My eardrums are bleeding and my pelvis has been turned to dust. It's going to kill me. Hij stapt uit en wendt zich tot Clarkson en Hammond: That (de auto) is unbelievably good.
— James May

Clarkson en Hammond die even langs de weg stopten om op May te wachten, komen tot de conclusie dat de lichtgewicht supercars overdreven zijn. De Porsche 911 GT3 RS kost £ 15.000 meer dan de Porsche 911 GT3, de Lamborghini Gallardo Superleggera kost £ 26.000 meer dan de Lamborghini Gallardo.
Het besluit is dat deze weg een goede maatstaf is, een goed startpunt, maar dat er nog betere wegen te vinden zijn. Hammond wil naar Zwitserland, Clarkson naar Italië en May naar Oostenrijk. Clarkson krijgt zijn zin en ze vertrekken richting Italië. Clarkson heeft onderweg al een volledige benzinetank verbruikt en stopt om te tanken. Hij krijgt de dop er echter niet af. Zijn reactie is:

Audi, who of course own Lamborghini, they have built all of the car and then just let the Italians - to keep them happy - do one thing. Hij wijst naar de dop.
— Jeremy Clarkson

Hij haalt het instructieboekje erbij, dat enkel in het Italiaans is geschreven. Omdat hij er niets van begrijpt, vertaalt hij het als volgt:

We are useless Italians and we haven't built this properly
— Jeremy Clarkson

Clarkson krijgt uiteindelijk de benzinetank weer gevuld en ze vervolgen hun weg. Even later komen ze door een tunnel, waar ze hun motoren luid laten brullen. Dit moment wordt genomineerd voor de Top Gear Award For The Best Noise Of The Year.
British Leyland did make some good cars after all challenge · Can Grannies do donuts? · Italian mid-engined supercars for less than a second-hand Mondeo challenge · Make a police car for a lot less money than the real police spend on their cars challenge · Top Gear vs The Germans · Where is the best driving road in the world? · White van man challenge · Winter Olympics · Winter Olympics Suzuki Swift Car Icehockey Cha · Winter Olympics Ski Slash Car Jumping Champio